# Котова, Нина Николаевна
Нина Николаевна Котова (1927—2010) — доярка, Герой Социалистического Труда (1966).

## Биография
Нина Котова родилась 15 мая 1927 года в деревне Рязань (ныне — Дорогобужский район Смоленской области). После окончания семилетней школы работала в колхозе имени Фрунзе. В начале Великой Отечественной войны оказалась в оккупации. После освобождения Котова активно участвовала в восстановлении колхоза.
Получив специальность доярки, Котова на протяжении многих лет получала от закреплённых за ней коров высокие надои молока — порядка 5-6 тысяч килограммов в год.

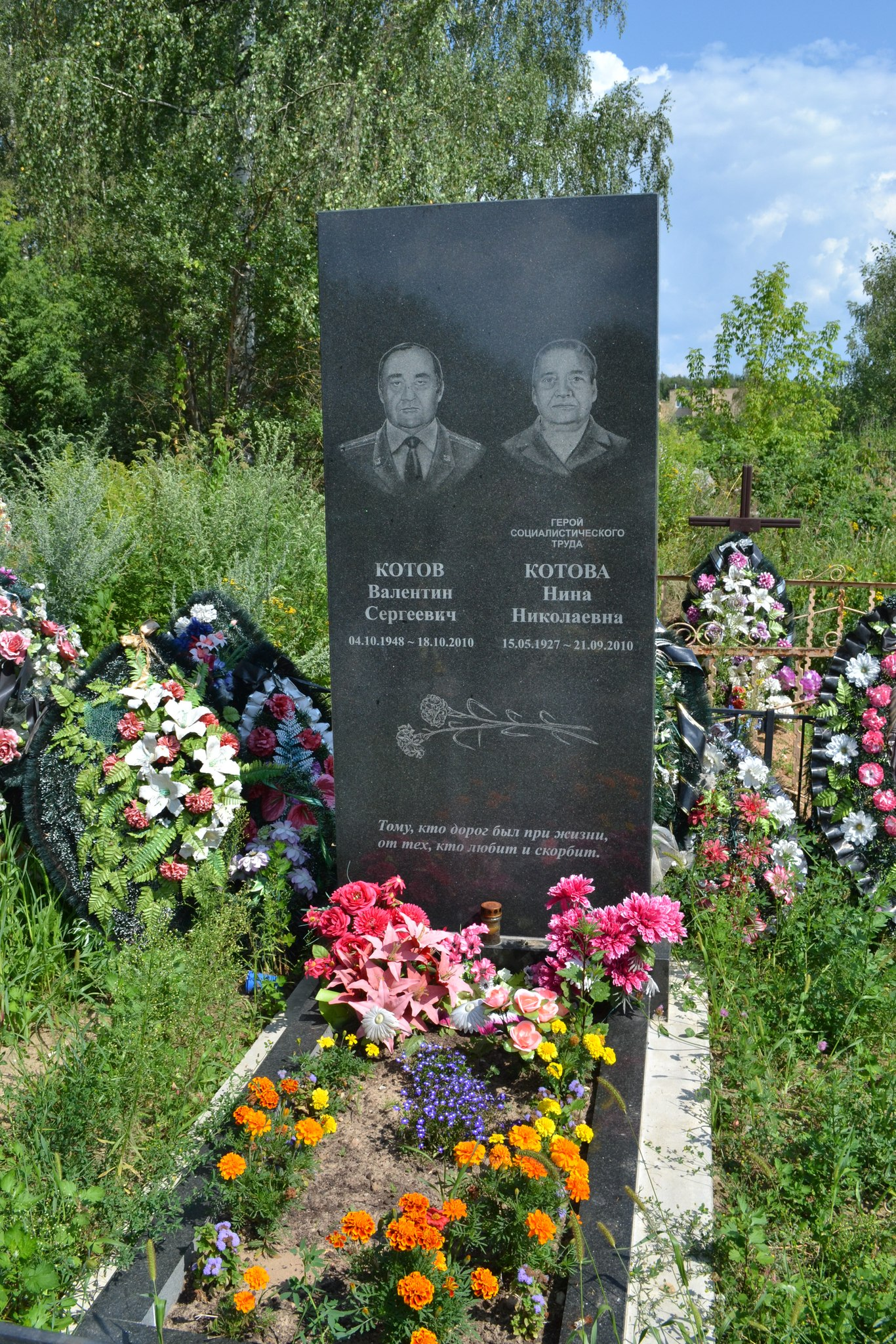
Могила Котовой в Дорогобуже.

Указом Президиума Верховного Совета СССР от 22 марта 1966 года за «достигнутые успехи в развитии животноводства, увеличении производства молока» Нина Котова была удостоена высокого звания Героя Социалистического Труда с вручением ордена Ленина и медали «Серп и Молот».
В 1982 году вышла на пенсию. Проживала в Дорогобуже, умерла 21 сентября 2010 года, похоронена на дорогобужском кладбище на улице Чистякова.
Была награждена двумя орденами Ленина, орденом Трудового Красного Знамени, рядом медалей.